# Helmut Krieger
Helmut Krieger (ur. 17 lipca 1958 w Sławięcicach) – polski lekkoatleta - kulomiot. 

## Osiągnięcia
Zawodnik klubów: Chemik Kędzierzyn-Koźle, Unia Kędzierzyn i Ekonomik Nysa. Finalista igrzysk olimpijskich w Seulu (1988): 12. miejsce z wynikiem 19,51 m (w eliminacje – 19,75 m). Piąty zawodnik światowych igrzysk halowych w Paryżu (1985) – 19,58 m. Zwycięzca Finału Grand Prix IAAF (Berlin 1988) z wynikiem 20,79 m. Bez medalowych osiągnięć startował w mistrzostwach świata i Europy na otwartym stadionie. 
Siódmy zawodnik rankingu światowego Track and Field News (1988). 10-krotny mistrz Polski na stadionie (1986–1995) i 9-krotny mistrz kraju w hali (1984, 1987–1993, 1995). Mieszka w Kędzierzynie-Koźlu.

## Rekordy życiowe
- pchnięcie kulą – 21,30 m (27 czerwca 1986, Grudziądz) – 5. wynik w historii polskiej lekkoatletyki[1]